# 上里特

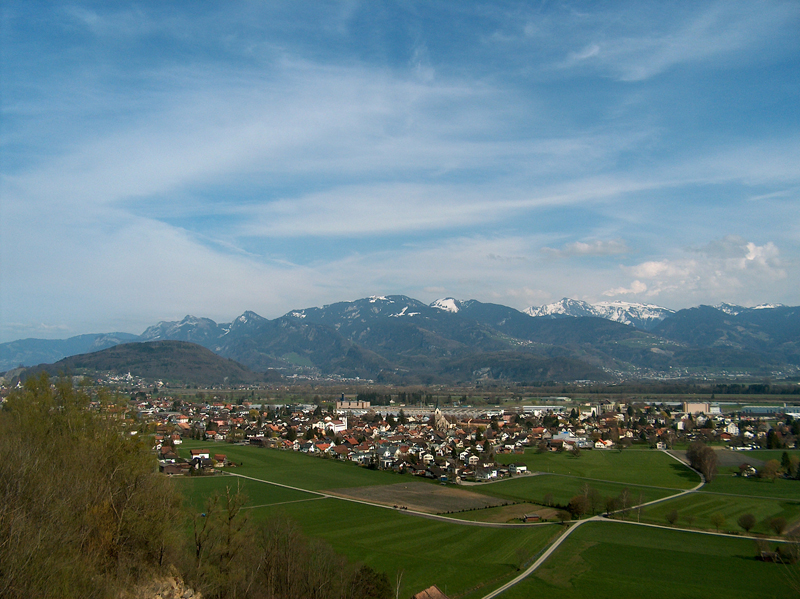

上里特是瑞士的城鎮，位於該國東北部，由聖加侖州負責管轄，面積34.53平方公里，海拔高度420米，2011年人口8,351，八成人口信奉羅馬天主教，人口密度每平方公里242人。

## 外部連結
- Official website（页面存档备份，存于） （德文）